# Улыс-Ванъёль
Улыс-Ванъёль, Ниж. Ванъёль — река в России, протекает по территории Троицко-Печорского района Республики Коми. Устье реки находится в 19 км по правому берегу реки Когель. Длина реки составляет 24 км.
Исток реки в южной части болота Когельнюр в 33 км к северо-западу от посёлка Приуральский. После истока течёт на юг, затем поворачивает на юго-восток. Именованных притоков не имеет. Всё течение проходит в ненаселённой, холмистой, частично заболоченной тайге. Впадает в Когель в 19 км к северо-западу от посёлка Приуральский.

## Данные водного реестра
По данным государственного водного реестра России относится к Двинско-Печорскому бассейновому округу, водохозяйственный участок реки — Печора от истока до водомерного поста у посёлка Шердино, речной подбассейн реки — Бассейны притоков Печоры до впадения Усы. Речной бассейн реки — Печора.
По данным геоинформационной системы водохозяйственного районирования территории РФ, подготовленной Федеральным агентством водных ресурсов:
- Код водного объекта в государственном водном реестре — 03050100112103000059454
- Код по гидрологической изученности (ГИ) — 103005945
- Код бассейна — 03.05.01.001
- Номер тома по ГИ — 03
- Выпуск по ГИ — 0